# 다인슬레이프
다인슬레이프(고대 노르드어: Dáinsleif)는 북유럽 신화에서 등장하는 검이다. 브룬힐트의 사주를 받은 하겐이 시구르드를 주살하기 위해서 사용했다.